# Luis Alberto Suárez
Luis Suárez, teljes nevén Luis Alberto Suárez Díaz (Salto, 1987. január 24. –) uruguayi válogatott labdarúgó, az amerikai Inter Miami csatárja.
Pályafutását 2005-ben az uruguayi Nacional Montevideo csapatában kezdte. Egy év után Hollandiába igazolt, a Groningen csapatához, itt is egy szezont töltött el. Ezután 2007-ben a szintén holland AFC Ajax játékosa lett, ahol nagyon jónak mondható 0,7–es gólátlagot produkált három és fél év alatt. A harmadik éve kiemelkedett a többi közül, mivel abban a – 2009–10-es – szezonban 48 mérkőzés alatt 49 gólt lőtt. Ő lett az Eredivisie gólkirálya és ő lőtte a legtöbb bajnoki gólt egész Európában. 2011 januárjától az angol Liverpool, 2014-től az FC Barcelona játékosa volt. 2020-ban Ronald Koeman kinevezése után, felbontották a szerződését és az Atlético Madridhoz igazolt. 2022 nyarán szerződése lejártával visszatért első klubjához, a Nacional Montevideo-hoz.
A válogatottban 2007 februárjában mutatkozott be Kolumbia ellen.

## Pályafutása

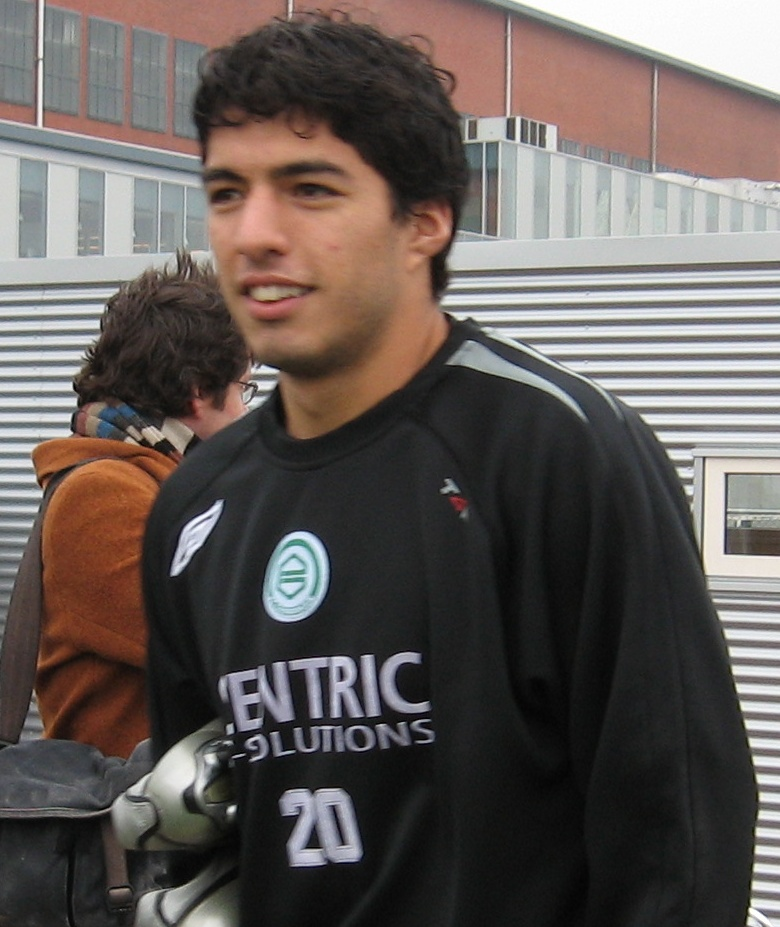
Suárez a Groningen játékosaként

### Magánélete
1987. január 24-én az uruguayi Saltoban látta meg a napvilágot. A családban ő volt a negyedik a hét testvér közül. 9 éves volt mikor szülei elváltak, ezért mindannyiukat az édesanyjuk nevelte fel. Annyira nehéz volt a helyzetük, hogy a fővárosban utcaseprő munkát kellett vállalnia, amiből a futball jelentette a kitörést. Édesapja Rodolfo, taxisofőrként dolgozik Montevideóban. 2009 óta házasságban él, felesége Sofia Balbi, aki még a fiatalkori szerelme volt. Eddig három közös gyermekük született. Először lányuk Delfina (2010), majd két fiuk Benjamin (2013) és Lautaro (2018).

### Nacional
Hazájában a Nacional Montevideo színeiben kezdte meg a profi pályafutását 2005-ben. Egy évet töltött itt, ezalatt megnyerte a bajnokságot a csapattal, ezenkívül 29 mérkőzésen 12 gólt szerzett. A szezon végén Európába igazolt, a holland FC Groningen csapatához.

### Groningen
2006 nyarán Suárez a FC Groningenhez igazolt. Átigazolásának értéke körülbelül nyolcszázezer euró volt. Itt is csak egy szezont játszott, ezalatt 29 bajnoki mérkőzésen 10-szer volt eredményes. A játékára az ugyancsak az Eredivisie-ben játszó Ajax csapata is felfigyelt, és 2007 augusztusában átigazolt Amszterdamba. Az átigazolási ára 7,5 millió euró volt.

### Ajax

#### 2007–2008
Átigazolása körül eleinte gondok adódtak, de idővel az Ajax belement abba, hogy a Groningen által kért összeget kifizesse. Még augusztus elején sikerült megkötni a szerződést, ennek ellenére az augusztus 11-én lejátszott Holland Szuperkupa-döntőn még nélküle lépett pályára és nyert az Ajax a PSV ellen 1–0-ra.
Első mérkőzését egy BL-selejtezőn, a Slavia Praha ellen játszotta. Ezen a mérkőzésen sikerült kiharcolnia egy tizenegyest, amit viszont Klaas-Jan Huntelaar kihagyott. Bajnoki bemutatkozása alkalmával rögtön gólt szerzett, kiosztott három gólpasszt és kiharcolt egy újabb tizenegyest. Az Ajax ezen a mérkőzésen kiütéses, 8–1-es győzelmet aratott a frissen feljutott De Graafschap ellen. A következő, immár hazai mérkőzésen a Heerenveen ellen újabb két alkalommal talált a hálóba. Még az első szezonjában sikerült megszereznie első bajnoki mesterhármasát a Willem II csapata ellen. Első idényét a bajnokságban 14 góllal zárta, ezt 27 összecsapáson sikerült elérnie. Az egész szezonbeli átlaga 0,5 volt, amit 40 mérkőzésen lőtt 20 góljával hozott össze.

#### 2008–2009
A 2008–09-es idény során rengeteg negatív kritikát kapott számos (9) sárga lapja és műesései miatt. Már 2009 márciusában az FC Utrecht ellen megkapta hetedik sárga lapját, és emiatt ki kellett hagynia a következő mérkőzést Hága ellen. Miután 2009 januárjában Huntelaar a Real Madridhoz igazolt, Suárez lett a csapat első számú gólfelelőse. Ebben az idényben 22 bajnoki gólt szerzett, s ezzel az AZ Alkmaarban játszó Mounir El Hamdaoui mögött egy góllal lemaradva a második helyen végzett a góllövőlistán.

#### 2009–2010

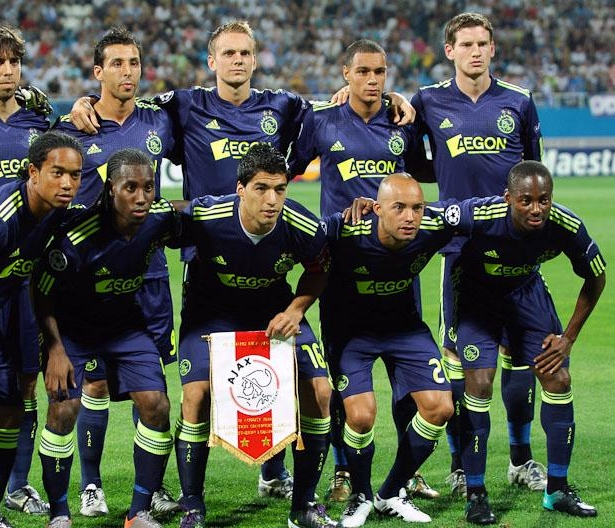
Luis Suárez a 2010–2011-es csapatban

Miután a 2009–10-es szezon előtti nyáron távozott a klubtól Thomas Vermaelen, Suárez örökölte a csapatkapitányi karszalagot. A szezonban az első góljait – rögtön egy mesterhármast – a második fordulóban szerezte az RKC Waalwijk ellen, 2009 augusztusában. A PSV Eindhoven ellen bár kétszer is betalált, végül az eindhoveni csapat győzött egy rendkívül jó mérkőzésen, 4–3-ra. Az újonnan létrehozott Európa-liga rájátszásának első körében négyszer is betalált a Slovan Bratislava 5–0-s kiütésekor. Egy hónappal később, amikor az Ajax 4–0-ra győzte le a Venlót, mind a négy gólt Suárez szerezte. Ekkor már hét bajnoki mérkőzés után 10 gólnál járt. A kupában, a WHC amatőr csapata elleni mérkőzésen hatszor is a hálóba talált, a végeredmény 14–1-es győzelem lett. A szezon tavaszi felében a Venlo elleni 7–0-s mérkőzésen már az első félidőben elérte a mesterhármast. Nagyon jó és gólerős támadósort alkottak a szerb Marko Pantelić-csel. A szezont végül 35 bajnoki találattal zárta, amit 33 mérkőzés alatt ért el, vagyis 1-nél magasabb volt a gólátlaga. Ezzel a teljesítménnyel megnyerte a gólkirályi címet, 11 góllal győzte le a második helyen végző costa rica-i Bryan Ruizt. A gólerőssége mellett másban is nagyot nyújtott, 17 gólpasszt osztott ki. A szezonban összesen 48 alkalommal lépett pályára és 49 gólt szerzett. Az idény végén jelölték az év játékosának, amelyet végül sikerült meg is nyernie. Sokáig az Aranycipő elnyerésére is volt esélye, de végül csak az Eredivisie 1,5-es szorzója miatt maradt alul Lionel Messivel szemben, akinek góljai a spanyol bajnokság miatt kétszeres pontot jelentettek a díjért folyó versenyben. Suárez volt az egyetlen, aki az élmezőnyben kettesnél rosszabb szorzójú bajnokságban szerepelt.

#### 2010–2011

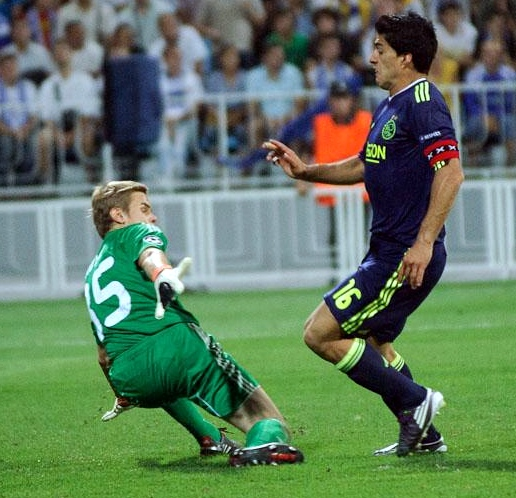
Egy mérkőzése a 2010-es szezonból

A 2010–11-es szezon előtt tíz nappal, a Bajnokok Ligája harmadik selejtezőkörében, hazai pályán a görög PAOK Szaloniki ellen sikerült megszereznie 100. gólját. Ezzel egy olyan listára került fel, amelyen már Johan Cruyff, Marco van Basten, Dennis Bergkamp vagy Jari Litmanen is szerepelt. A bajnokság első két fordulóját ki kellett hagynia, mivel a Holland-szuperkupa döntőjében, az FC Twente ellen piros lapot kapott. Miután visszatért, az első két mérkőzésén négyszer volt eredményes. Augusztus 29-én, a negyedik fordulóban a De Graafschap elleni mérkőzésen – amit az Ajax 5–0-ra megnyert – mesterhármast lőtt. Ezek után a szezon őszi felében nem igazán ment neki, a következő 11 bajnoki mérkőzésen csak háromszor volt eredményes. November 20-án történt pályafutása addigi legvitatottabb esete, amely még a vb-elődöntőben elkövetett kezezésénél is nagyobb felháborodást váltott ki. Az Ajax-PSV mérkőzésen egy dulakodás alkalmával megharapta az ellenfél egyik játékosát, Otman Bakkalt. Csapata eredetileg két mérkőzésre tiltotta el, a Holland Szövetség azonban ezt hét mérkőzésre súlyosbította. Így már nem játszhatott az új edző, Frank de Boer irányítása alatt, ugyanis mielőtt lejárt volna eltiltása, az angol Liverpoolhoz szerződött.

### Liverpool
Az Ajax 2011. január 28-án fogadta el az FC Liverpool 26,5 millió eurós ajánlatát Suárezért. A következő napon Suárez teljesítette az ilyenkor szokásos orvosi vizsgálatokat, majd az átigazolási időszak lejárta előtt mindössze másfél órával aláírta 2016-ig szóló szerződését.

#### 2010–2011

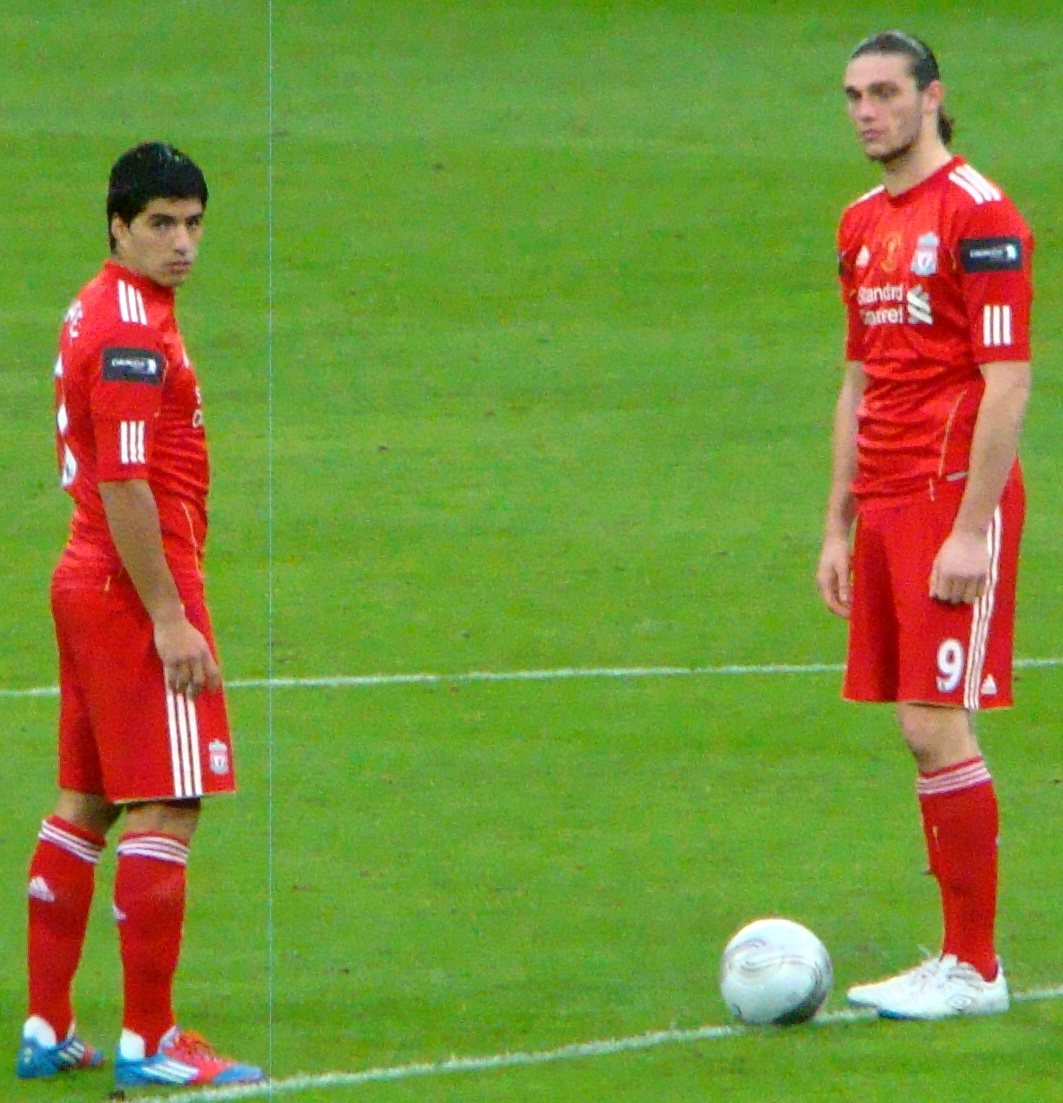
Suárez (balra) a Liverpool mezében és Andy Carroll

Debütálására február 2-án, a Stoke City ellen került sor, amelyen csereként beállva rögtön meg is szerezte első gólját új klubja színeiben. Ebben a szezonban csak a Premier League-ben, vagy az FA-kupában volt esélye gólokat lőni, mivel az Európa-ligában nem léphetett pályára az angol csapatban, mert ősszel már szerepelt az Ajax-szal a Bajnokok ligájában. A kezdőcsapatban tíz nappal később kezdett először a Wigan Athletic ellen 1–1-re végződő mérkőzésen. Március 6-án, hazai pályán 3–1-re legyőzték a bajnokságot vezető Manchester United csapatát 3–1-re. Suarez jó játékot nyújtott és sokat tett a győzelemért. Első mesterhármasát a Premier League-ben a Norwich City ellen szerezte a 2011–2012-es szezonban, idegenben.

#### 2012–2014
2012. augusztus 7-én aláírta az új szerződését a Liverpoollal. Augusztus 26.-án szerezte első gólját a 2012–2013-as szezonban a Manchester City elleni 2–2 döntetlenre végződött mérkőzésen az Anfielden. Szeptember 29-én mesterhármast szerzett a Norwich City ellen 2–5-re megnyert mérkőzésen.
2013 január 6-án az FA-kupa harmadik körben a Mansfield Town ellen 1–2-re nyertek. Január 26-án a negyedik körben az Oldham Athletic ellen 3–2-re alul maradtak.
Március 2-án ismét mesterhármast szerzett a 4–0-ra megnyert találkozón. Ezzel ő lett a harmadik olyan Liverpool játékos aki egyetlen szezonban 20 gólt lőtt, Robbie Fowler és Fernando Torres után.
A szezon végén nevezték PFA listáján 5 másik labdarúgó mellett. Második helyen végzett a Tottenham játékosa Gareth Bale mögött.
A 2012–2013 szezonban a bajnokságban 23 gólig jutott, összesen minden egyéb mérkőzésen 30 gólig jutott. Augusztus 6-án újra próbálkozott leigazolni őt az Arsenal egy 40 millió £-s ajánlatot utasította vissza.

### Barcelona

#### 2014–2015

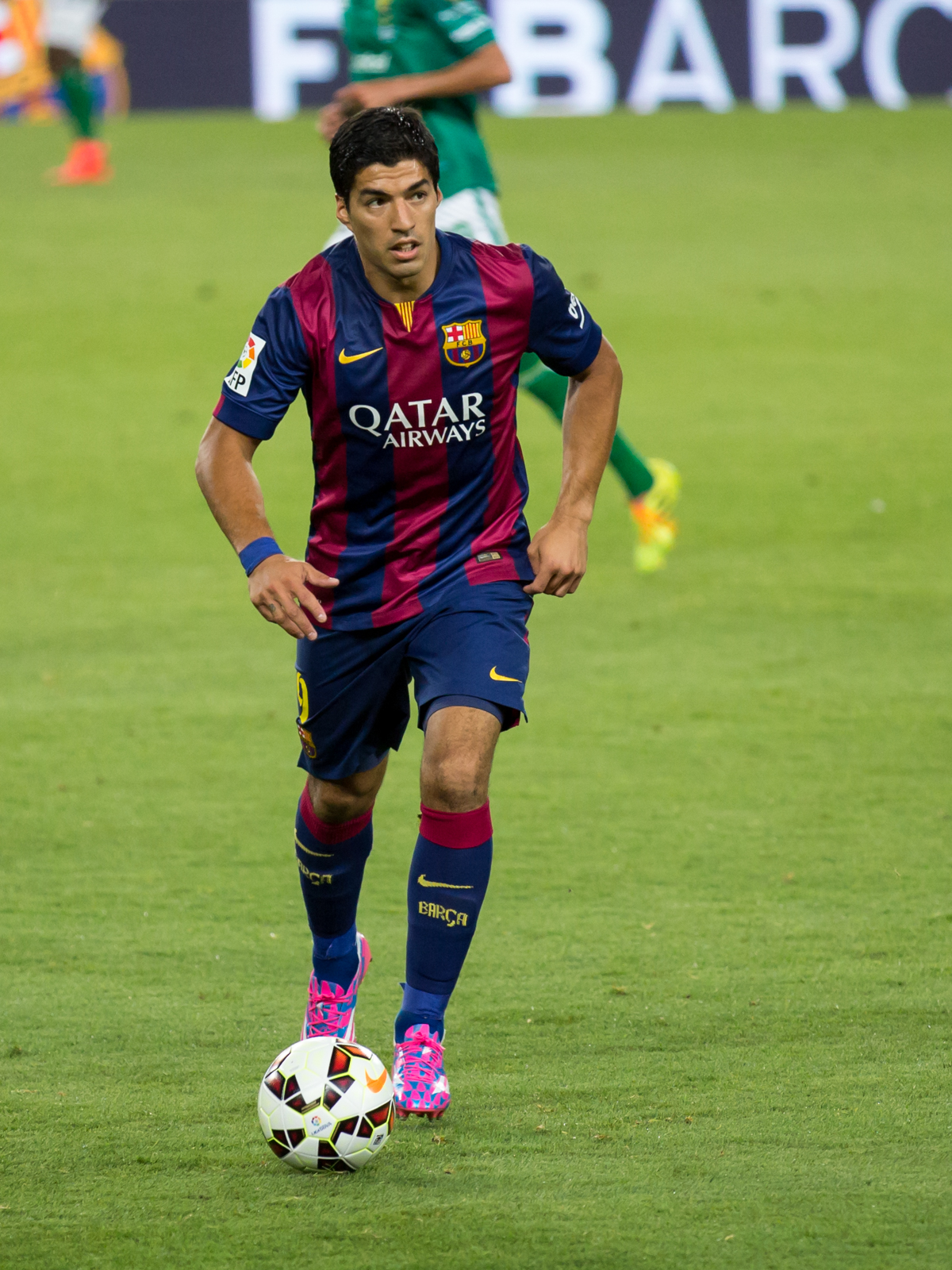
Luis Suárez a Barcelona mezében 2014-ben

2014. július 11-én a Barcelonahoz szerződött £64,98 millió-ért (€82.3 millió). A 2014–2015-ös szezontól a 9-s számú mezt kapta, melyet olyan legendás és neves játékosok viseltek előtte, mint pl.: Ronaldo, Zlatan Ibrahimović, Patrick Kluivert, Samuel Eto’o, Johan Cruijff is viselte korábban.
A szezon egy részében nem számíthattak rá az új klubjában, mert a 2014-es vb-n megharapta az olasz válogatott egyik játékosát Giorgio Chiellini-t,ezért eltiltották.
2014. október 25-én debütált az új csapatában. Az El Clásicón alul maradtak a Real Madrid ellen 3–1-re. Az első gólját november 26-án szerezte az APOEL ellen a 4–0-ra megnyert mérkőzésen a 2014–2015-ös Bajnokok Ligája csoportkör mérkőzésén.
December 20-án megszerezte első gólját a La Ligában a Córdoba ellen 5–0-ra megnyert mérkőzésen.
2015. február 24-én Manchester City ellen a bajnokok ligájában a nyolcaddöntőben a 2–1-re győztes mérkőzésen duplázott. Március 4-én a spanyol kupában a Barcelona 3–1-re győzött a Villarreal ellen Suárez is gólt lőtt. Március 8-án a Rayo Vallecano ellen 6–1-re győztes mérkőzésen Suárez ismét duplázott 2015. március 22-én a Camp Nouban a Real Madrid 2–1-re megnyert mérkőzésen Suárez győztes gólt lőtt. A mérkőzés sajtótájékoztatóján Luis Enrique Suárezt dicsérte, remek befejező játékos.
2015. április 15-én két gólja döntött a PSG elleni 3–1-re megnyert mérkőzésen a Bajnokok ligája selejtezőben a Parc des Princes Május 2-án megszerezte az első mesterhármasával a Córdoba ellen 8–0-ra megnyert mérkőzésen. Június 6-án a bajnokok ligája döntőjében Berlinben 3–1-re győztek a Juventus ellen.

#### 2015–2016

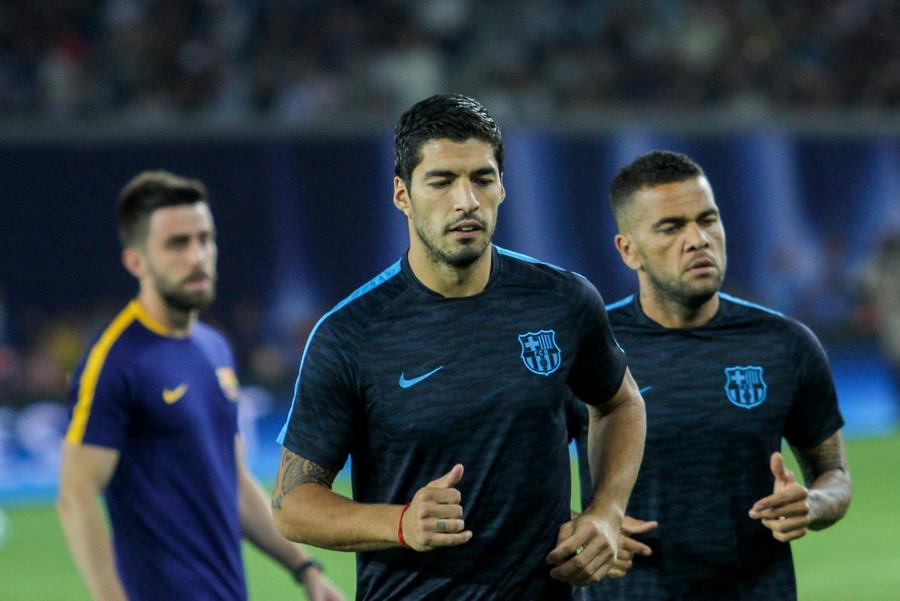
Luis Suárez a Barcelona mezében (jobbra Dani Alves) a 2015-ös szuperkupán

2015. augusztus 11-én a szezon előtt hosszabbításban 5–4-re győznek a Sevilla ellen a 2015-ös szuperkupán. Az év férfi labdarúgója-díj szavazásán második lett Lionel Messi után.
Október 31-én a Getafe ellen 2– 0-ra nyertek. Ez a találat volt karrierjének 300.gólja. November 21-én a Real Madrid otthonában, duplázott, csapata pedig 4–0-ra győzött a derbin.
December 17-én a klubvilágbajnokság elődöntőjében a Yokohamai stadionban a kínai Kuangcsou Evergrande csapata ellen triplázott, csapata pedig 3–0-ra nyert. Suárez az első olyan játékos lett aki mesterhármast szerzett a verseny történelmében. A döntőben az argentin klub River Plate ellen duplázott, mellette még Messi is betalált a kapuba, így a Barcelona, mint az elődöntőben 3–0-ra nyert. A Barcelona nyerte a tornát, Suárez pedig az 5 góljával a torna gólkirálya és a legjobb játékosa lett.
2016. február 3-án a spanyol kupa 2015–2016-os kiírásában a Valencia elleni mérkőzésen a 7–0-s győzelemből négy gólt szerzett. Április 20-án a Deportivo otthonában a 8–0-s győzelemből ismét négyszer volt eredményes. Három nappal később hazai pályán a Sporting Gijón elleni mérkőzésen csapata 6–0-ra nyert, melyből négy gólt Suárez szerzett. Április 30-án a klub történelmében a második olyan játékos volt egyetlen szezonban 35 gólt szerzett.
A 2015–2016-os szezon záró napon a Granada CF elleni mérkőzésen mesterhármast szerzett a 3–0-ra megnyert találkozón. A Barcelona nyerte a Spanyol bajnokságot és Suárez a 40 góljával megnyerte a Pichichi trófeát. Suárez volt az első olyan játékos aki 2009 után megnyerte a Pichichi trófeát és Európai aranycipőt is Lionel Messi és Cristiano Ronaldo után.
2016. május 22-én a 2016-os kupa döntőben a Sevilla elleni 2–0-ra megnyert mérkőzésen megsérült. A klub megerősítette a sérülését, ezért valószínűleg a közelgő Copa Américán hazájának válogatottja mérkőzésinek egy részét kihagyja. Korábban is maradt már ki az Uruguayi válogatottból a 2014-es világbajnokság és a 2015-ös Copa América mérkőzéseinek egy részét eltiltás miatt hagyta ki.

#### 2016–2017
2016. augusztus 14-én a spanyol szuperkupa mérkőzésen a Sevilla elleni találkozón gólt szerzett, a Barcelona pedig 2–0-ra győzött. Négy nappal később a visszavágón 3–0-ra győzött a Barcelona, így kettős győzelemmel Spanyol szuperkupa győztes lett. A 2016–2017-es szezon nyitó mérkőzésén a Real Betis ellen triplázott, a csapata 6–2-re megnyerte a találkozót. Szeptember 10-én a 100. tétmérkőzésén nem lehetett boldog, mivel hazai pályán a Deportivo Alavés ellen 2–1-re elveszítette a mérkőzést, ráadásul gólt sem sikerült szerezni-e. Szeptember 13-án a Celtic ellen 7– 0-ra megnyert bajnokok ligája találkozón duplázott. Szeptember 17-én a Leganés otthonában 5–1-re megnyert mérkőzésen gólt szerzett. Szeptember 24-én a Sportig Gijón otthonában 5–0-ra megnyert mérkőzésen gólt szerzett.

#### 2019–2020
2020. szeptember 23-án az FC Barcelona bejelentette, hogy Suárez 6 év után elhagyja a csapatot.

### Atlético Madrid
2020. szeptember 23-án végül nem csatlakozott az olasz Juventus csapatához, mivel nyomozás indult ellene, hogy csalt az olasz nyelvvizsgán. Később két évre aláírt az Atlético Madridhoz. Szeptember 27-én debütált a Granada elleni 6–1-s hazai bajnoki találkozón. Előbb a 70. percben csereként váltotta Diego Costa-t, két perccel később megszerezte a csapatban az első asszisztját, majd ezt követően kétszer is gólt szerzett.

### A válogatottban

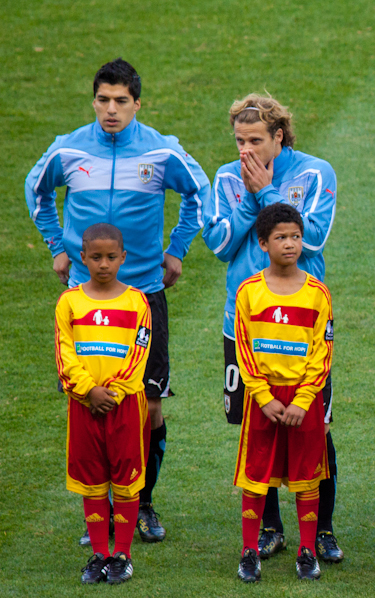
Suárez (mellette jobbra Forlán) a 2010-es vb-n

Suárez az uruguayi válogatottban 2007. február 8-án, Kolumbia ellen mutatkozott be.
A vb-selejtezőkön nyújtott gólerős játéka miatt bekerült az Óscar Tabárez által összeállított 23 fős vb-keretbe. Első gólját a harmadik csoportmérkőzésen, Mexikó ellen szerezte. A nyolcaddöntőben, Dél-Korea ellen kétszer is betalált. A negyeddöntőben, Ghána ellen fontos szerepet vállalt abban, hogy az ellenfél ne nyerje meg a meccset. A kétszer tizenöt perces hosszabbítás ráadásában egy ghánai szögletnél előbb szabályosan, lábbal, majd a lepattanó után kézzel mentett a gólvonalon, így a bíró kiállította, és Asamoah Gyan révén Ghána tizenegyest rúghatott, melyet elhibázott és Uruguay végül a tizenegyespárbaj során 4–2-re győzött, miután Fernando Muslera két büntetőt is megfogott.

## Statisztikái

### Klubcsapatokban
2022. április 13-án frissítve.
| Klub             | Szezon           | Liga             | Liga  | Liga | Kupa  | Kupa | Ligakupa | Ligakupa | Nemzetközi | Nemzetközi | Egyéb | Egyéb | Összesen | Összesen |
| Klub             | Szezon           | Bajnokság        | Mérk. | Gól  | Mérk. | Gól  | Mérk.    | Gól      | Mérk.      | Gól        | Mérk. | Gól   | Mérk.    | Gól      |
| ---------------- | ---------------- | ---------------- | ----- | ---- | ----- | ---- | -------- | -------- | ---------- | ---------- | ----- | ----- | -------- | -------- |
| Nacional         | 2005–06          | Primera División | 27    | 10   | —     | —    | —        | —        | 3          | 0          | 4     | 2     | 34       | 12       |
| Nacional         | Összesen         | Összesen         | 27    | 10   | —     | —    | —        | —        | 3          | 0          | 4     | 2     | 34       | 12       |
| Groningen        | 2006–07          | Eredivisie       | 29    | 10   | 2     | 1    | —        | —        | 2          | 1          | 4     | 3     | 37       | 15       |
| Groningen        | Összesen         | Összesen         | 29    | 10   | 2     | 1    | —        | —        | 2          | 1          | 4     | 3     | 37       | 15       |
| Ajax             | 2007–08          | Eredivisie       | 33    | 17   | 3     | 2    | —        | —        | 4          | 1          | 4     | 2     | 44       | 22       |
| Ajax             | 2008–09          | Eredivisie       | 31    | 22   | 2     | 1    | —        | —        | 10         | 5          | —     | —     | 43       | 28       |
| Ajax             | 2009–10          | Eredivisie       | 33    | 35   | 6     | 8    | —        | —        | 9          | 6          | —     | —     | 48       | 49       |
| Ajax             | 2010–11          | Eredivisie       | 13    | 7    | 1     | 1    | —        | —        | 9          | 4          | 1     | 0     | 24       | 12       |
| Ajax             | Összesen         | Összesen         | 110   | 81   | 12    | 12   | —        | —        | 32         | 16         | 5     | 2     | 159      | 111      |
| Liverpool        | 2010–11          | Premier League   | 13    | 4    | 0     | 0    | 0        | 0        | 0          | 0          | —     | —     | 13       | 4        |
| Liverpool        | 2011–12          | Premier League   | 31    | 11   | 4     | 3    | 4        | 3        | —          | —          | —     | —     | 39       | 17       |
| Liverpool        | 2012–13          | Premier League   | 33    | 23   | 2     | 2    | 1        | 1        | 8          | 4          | —     | —     | 44       | 30       |
| Liverpool        | 2013–14          | Premier League   | 33    | 31   | 3     | 0    | 1        | 0        | —          | —          | —     | —     | 37       | 31       |
| Liverpool        | Összesen         | Összesen         | 110   | 69   | 9     | 5    | 6        | 4        | 8          | 4          | —     | —     | 133      | 82       |
| Barcelona        | 2014–15          | La Liga          | 27    | 16   | 6     | 2    | —        | —        | 10         | 7          | —     | —     | 43       | 25       |
| Barcelona        | 2015–16          | La Liga          | 35    | 40   | 4     | 5    | —        | —        | 9          | 8          | 5     | 6     | 53       | 59       |
| Barcelona        | 2016–17          | La Liga          | 35    | 29   | 6     | 4    | —        | —        | 9          | 3          | 1     | 1     | 51       | 37       |
| Barcelona        | 2017–18          | La Liga          | 33    | 25   | 6     | 5    | —        | —        | 10         | 1          | 2     | 0     | 51       | 31       |
| Barcelona        | 2018–19          | La Liga          | 33    | 21   | 5     | 3    | —        | —        | 10         | 1          | 1     | 0     | 49       | 25       |
| Barcelona        | 2019–20          | La Liga          | 28    | 16   | 0     | 0    | —        | —        | 7          | 5          | 1     | 0     | 36       | 21       |
| Barcelona        | Összesen         | Összesen         | 191   | 147  | 27    | 19   | —        | —        | 55         | 25         | 10    | 7     | 283      | 198      |
| Atlético Madrid  | 2020–21          | La Liga          | 32    | 21   | 0     | 0    | —        | —        | 7          | 1          | —     | —     | 38       | 21       |
| Atlético Madrid  | 2021–22          | La Liga          | 30    | 11   | 2     | 1    | —        | —        | 6          | 0          | 1     | 0     | 40       | 13       |
| Atlético Madrid  | Összesen         | Összesen         | 62    | 32   | 2     | 1    | —        | —        | 13         | 1          | 1     | 0     | 78       | 34       |
| Karrier összesen | Karrier összesen | Karrier összesen | 529   | 349  | 51    | 37   | 6        | 4        | 112        | 47         | 24    | 14    | 725      | 452      |

### A válogatottban
2024. július 14. szerint.
| Nemzet   | Év       | Mérkőzés | Gól |
| -------- | -------- | -------- | --- |
| Uruguay  |          |          |     |
| 2007     | 6        | 2        |     |
| 2008     | 10       | 4        |     |
| 2009     | 12       | 3        |     |
| 2010     | 11       | 7        |     |
| 2011     | 13       | 10       |     |
| 2012     | 8        | 4        |     |
| 2013     | 16       | 9        |     |
| 2014     | 6        | 5        |     |
| 2016     | 8        | 3        |     |
| 2017     | 5        | 2        |     |
| 2018     | 11       | 6        |     |
| 2019     | 7        | 4        |     |
| 2020     | 3        | 4        |     |
| 2021     | 12       | 2        |     |
| 2022     | 9        | 3        |     |
| 2023     | 1        | 0        |     |
| 2024     | 4        | 1        |     |
| Összesen | Összesen | 142      | 69  |

### Góljai a válogatottban
2010. október 8-án frissítve.
| #   | Időpont             | Helyszín                                                           | Ellenfél    | Állás | Végeredmény | Kiírás         |
| --- | ------------------- | ------------------------------------------------------------------ | ----------- | ----- | ----------- | -------------- |
| 1.  | 2007. október 13.   | Estadio Centenario, Montevideo, Uruguay                            | Bolívia     | 1 – 0 | 5 – 0       | Vb-selejtező   |
| 2.  | 2007. november 18.  | Estadio Centenario, Montevideo, Uruguay                            | Chile       | 1 – 0 | 2 – 2       | Vb-selejtező   |
| 3.  | 2008. február 6.    | Estadio Centenario, Montevideo, Uruguay                            | Kolumbia    | 2 – 2 | 2 – 2       | Barátságos     |
| 4.  | 2008. május 25.     | Ruhrstadion, Bochum, Németország                                   | Törökország | 1 – 0 | 3 – 2       | Barátságos     |
| 5.  | 2008. május 25.     | Ruhrstadion, Bochum, Németország                                   | Törökország | 2 – 2 | 3 – 2       | Barátságos     |
| 6.  | 2008. május 28.     | Ullevaal Stadion, Oslo, Norvégia                                   | Norvégia    | 1 – 1 | 2 – 2       | Barátságos     |
| 7.  | 2009. június 10.    | Polideportivo Cachamay, Puerto Ordaz, Venezuela                    | Venezuela   | 1 – 1 | 2 – 2       | Vb-selejtező   |
| 8.  | 2009. szeptember 9. | Estadio Centenario, Montevideo, Uruguay                            | Kolumbia    | 1 – 0 | 3 – 1       | Vb-selejtező   |
| 9.  | 2009. október 10.   | Estadio Olímpico Atahualpa, Quito, Ecuador                         | Ecuador     | 1 – 1 | 2 – 1       | Vb-selejtező   |
| 10. | 2010. március 3.    | AFG Arena, St. Gallen, Svájc                                       | Svájc       | 2 – 1 | 3 – 1       | Barátságos     |
| 11. | 2010. június 22.    | Royal Bafokeng Stadion, Rustenburg, Dél-afrikai Köztársaság        | Mexikó      | 1 – 0 | 1 – 0       | Világbajnokság |
| 12. | 2010. június 26.    | Nelson Mandela Bay Stadion, Port Elizabeth,Dél-afrikai Köztársaság | Dél-Korea   | 1 – 0 | 2 – 1       | Világbajnokság |
| 13. | 2010. június 26.    | Nelson Mandela Bay Stadion, Port Elizabeth,Dél-afrikai Köztársaság | Dél-Korea   | 2 – 1 | 2 – 1       | Világbajnokság |
| 14. | 2010. október 8.    | Gelora Bung Karno Stadium, Jakarta, Indonézia                      | Indonézia   | 2 – 1 | 7 – 1       | Barátságos     |
| 15. | 2010. október 8.    | Gelora Bung Karno Stadium, Jakarta, Indonézia                      | Indonézia   | 3 – 1 | 7 – 1       | Barátságos     |
| 16. | 2010. október 8.    | Gelora Bung Karno Stadium, Jakarta, Indonézia                      | Indonézia   | 5 – 1 | 7 – 1       | Barátságos     |
| 17. | 2010. október 19.   | Vuhan, Kína                                                        | Kína        | 1 – 0 | 4 – 0       | Barátságos     |

## Sikerei, díjai

### Klubcsapatokban
Nacional
- Uruguayi bajnok (1): 2005–06

 Ajax
- Holland bajnok (1): 2010–11
- Holland kupa (1):  2009–10

 Barcelona
- Spanyol bajnok (4): 2014–15, 2015–16, 2017–18, 2018–19
- Spanyol kupa (4): 2015, 2016, 2017, 2018
- Spanyol szuperkupa (2): 2016, 2018
- UEFA-bajnokok ligája (1): 2014–15
- UEFA-szuperkupa (1): 2015
- FIFA-klubvilágbajnokság (1): 2015

 Atlético Madrid
- Spanyol bajnok (1): 2020-21

### A válogatottban
Uruguay
- Copa América: 2011

### Egyéni
- Holland gólkirály: 2009–10
- Angol gólkirály: 2013–14
- Spanyol gólkirály: 2015–16
- Európai aranycipő: 2009–10, 2013–14, 2015–16
- MLS All-Stars: 2024